# Pieces of a Woman
Pieces of a Woman è un film del 2020 diretto da Kornél Mundruczó, al suo primo film in lingua inglese.
È stato presentato in concorso alla 77ª Mostra internazionale d'arte cinematografica di Venezia, dove Vanessa Kirby è stata premiata con la Coppa Volpi per la migliore interpretazione femminile.

## Trama
Martha e Sean, una giovane coppia di Boston, sono in attesa del loro primo figlio; hanno preso la decisione inusuale di partorire in casa. Quando Martha va in travaglio, Sean chiama Barbara, la loro ostetrica, la quale non è disponibile e pertanto invia loro un'altra di nome Eva. Durante le contrazioni Martha soffre di nausea e dolori ed Eva si accorge che il battito cardiaco del bambino è sceso pericolosamente. Sean si preoccupa, specialmente quando l'ostetrica gli dice di chiamare un'ambulanza. Martha dà alla luce una bambina che inizialmente sembra sana, ma poi comincia a diventare cianotica. Eva cerca inutilmente di rianimarla, ma la neonata va in arresto cardiaco e muore.
Il mese seguente, Martha e Sean prendono un appuntamento con un medico legale; Sean vuole scoprire cos'ha portato alla morte della figlia, mentre Martha è riluttante. La coppia apprende che non è ancora stata stabilita la causa del decesso, ma la bambina si trovava in un ambiente a scarso contenuto di ossigeno e pertanto viene avviata un'indagine contro Eva. Sean se ne va sopraffatto dalla scoperta, mentre Martha decide di donare il corpo della bambina per scopi scientifici.
Il rapporto tra Martha e Sean diventa teso, così come quello tra Martha e sua madre Elizabeth, la quale vorrebbe seppellire la neonata per farle un funerale. Inoltre, i due diventano profondamente depressi. Sean ha un rapporto sessuale con Suzanne, la cugina della moglie, e riprende a fare uso di cocaina dopo sette anni di astinenza. Suzanne, che è anche l'avvocato che sta portando avanti l'indagine contro Eva, lo informa che una potenziale causa contro la donna potrebbe rivelarsi molto redditizia.
Durante una riunione di famiglia, Elizabeth sostiene che Martha dovrebbe partecipare al processo contro Eva e la incolpa della morte della bambina per aver deciso di partorire in casa. Dopodiché esprime il suo disprezzo per Sean, offrendogli una grossa somma di denaro per andarsene e non tornare mai più. Martha accompagna Sean all'aeroporto internazionale di Logan, dove lui parte per Seattle.
Mesi dopo, Martha testimonia al processo di Eva. Il giudice le consente di rivolgersi alla corte e la donna afferma che Eva non è da ritenersi responsabile per il decesso della neonata. Il mese seguente, Martha disperde le ceneri di sua figlia nel fiume dal ponte che Sean ha contribuito a costruire.
Qualche anno dopo, Martha è diventata madre di una bambina.

## Produzione
La sceneggiatrice Kata Wéber si è ispirata per il film ad un'esperienza simile vissuta da lei e dal suo allora marito Kornél Mundruczó, che ha diretto il film.
Il piano sequenza iniziale di 23 minuti ha richiesto due giorni di riprese; alla fine Mundruczó ha utilizzato il quarto tentativo effettuato il primo giorno.

## Distribuzione
Il film è stato presentato in anteprima il 4 settembre 2020 in concorso alla 77ª Mostra internazionale d'arte cinematografica di Venezia. Il 12 settembre Netflix ne ha acquisito i diritti di distribuzione statunitensi e internazionali; il film ha avuto una distribuzione limitata nelle sale cinematografiche statunitensi a partire dal 30 dicembre 2020, per poi venire pubblicato sulla piattaforma streaming a livello globale dal 7 gennaio 2021.

## Riconoscimenti
- 2021 - Premi Oscar
  - Candidatura per la migliore attrice protagonista a Vanessa Kirby
- 2021 - Critics' Choice Awards
  - Candidatura per la migliore attrice protagonista a Vanessa Kirby
  - Candidatura per la migliore attrice non protagonista ad Ellen Burstyn
- 2021 - Golden Globe
  - Candidatura per la migliore attrice in un film drammatico a Vanessa Kirby
- 2020 - Mostra internazionale d'arte cinematografica[1][2][7]
  - Coppa Volpi per la migliore interpretazione femminile a Vanessa Kirby
  - Premio ArcaCinema Giovani al miglior film
  - In competizione per il Leone d'oro al miglior film
- 2021 - San Diego Film Critics Society Awards[8]
  - Candidatura per la migliore attrice a Vanessa Kirby
  - Candidatura per la migliore attrice non protagonista a Ellen Burstyn
  - Candidatura per la migliore artista emergente a Vanessa Kirby
- 2021 - Satellite Awards[9]
  - Candidatura per la migliore attrice in un film drammatico a Vanessa Kirby
- 2021 - Screen Actors Guild Awards
  - Candidatura per la migliore attrice protagonista a Vanessa Kirby